# La Chapelle-de-Bragny
La Chapelle-de-Bragny è un comune francese di 247 abitanti situato nel dipartimento della Saona e Loira, nella regione della Borgogna-Franca Contea.

## Società

### Evoluzione demografica
Abitanti censiti